# Yoav Gallant
Yoav Gallant of Yoav Galant (Hebreeuws: יואב גלנט) (Jaffa, 8 november 1958) is een Israëlisch politicus en voormalig officier. Sinds 2015 zetelt hij in de Knesset, tot 2019 voor Kulanu en nadien voor de Likoed.
Gallant was 29 december 2022 tot 7 november 2024 minister van Defensie in het kabinet-Netanyahu VI. Voorheen was hij minister van Bouwen en daarna van Alia en Integratie in het kabinet-Netanyahu IV en minister van Onderwijs in het kabinet-Netanyahu V. 

## Jeugd
Gallant werd geboren in een uit Polen afkomstig Joods gezin in Jaffa en verhuisde in zijn jonge jaren naar het nabijgelegen Givatayim. Aan de Universiteit van Haifa studeerde hij bedrijfskunde.

## Carrière
Hij begon zijn loopbaan als beroepsmilitair (aanvankelijk als gewoon dienstplichtige) in 1977 bij Sjajetet 13, een speciale eenheid van de marine waaraan hij later ook leidinggaf. Hij voerde ook het bevel over diverse andere eenheden, zoals van 2005 tot 2010 over het zuidelijk commando. Hij bracht het uiteindelijk tot generaal-majoor (Aluf) en was betrokken bij de Israëlisch-Libanese Oorlog (2006) en het Conflict in de Gazastrook 2008-2009. 
In 2010 werd hij voorgedragen als opperbevelhebber van het Israëlische leger, maar dit werd het jaar daarop afgeblazen vanwege verwikkelingen over publieke grond die hij aan zijn eigen grondbezit aan de rand van Galilea zou hebben toegevoegd. 

### Ontslag
Op 5 november 2024 maakte de Israëlische premier Benjamin Netanyahu bekend Gallant te hebben ontslagen (ontslag ging in op 7 november). Als reden voerde Netanyahu aan dat hij geen vertrouwen meer had in Gallant. Yisrael Katz is Gallant als minister van Defensie opgevolgd, terwijl de post van minister van Buitenlandse Zaken is overgenomen door Gideon Sa'ar.
Op 21 november 2024 maakte het Internationaal Strafhof bekend dat ze een arrestatiebevel hebben uitgevaardigd tegen Gallant.

## Privé
Gallant woont op het hiervoor genoemde grondgebied samen met zijn echtgenote (een gepensioneerde luitenant-kolonel) in de mosjav Ammiqam.